# Platypodiella
Platypodiella is een geslacht van kreeftachtigen uit de klasse van de Malacostraca (hogere kreeftachtigen).

## Soorten
- Platypodiella gemmata (Rathbun, 1902)
- Platypodiella georgei den Hartog & Türkay, 1991
- Platypodiella picta (A. Milne-Edwards, 1869)
- Platypodiella rotundata (Stimpson, 1860)
- Platypodiella spectabilis (Herbst, 1794)